# Coventry Climax
Coventry Climax est une société anglaise fabriquant dans les années 1940-1960 des moteurs industriels ; des moteurs six cylindres équipaient déjà les Triumph Gloria en 1934 ; ce fut aussi un célèbre motoriste d'automobile de course : Climax motorisa quatre fois la voiture championne du monde de Formule 1 dans les années 1960.
Les lettres « FW », utilisées dans la dénomination des moteurs, sont l'acronyme de « feather weight » (en français « poids plume »). Les moteurs de course Climax étaient extrêmement légers pour leur époque puisque conçus à partir de moteurs de pompes à incendie devant pouvoir être tirés par un homme. Ils étaient extrêmement coûteux mais très fiables. En effet, les moteurs de pompes devaient démarrer et fonctionner sans chauffe au maximum de leurs performances et ce pendant plusieurs jours, voire semaines. Cependant, Coventry Climax développa des moteurs spécifiquement pour la course automobile, le premier étant le FPF puis le légendaire V8 FWMV deux fois champion du monde de F1.
En 1963, l'entreprise fut achetée par Jaguar. Coventry Climax abandonna les moteurs de course en 1966. La fin de la Formule 1 à 1 500 cm3 et l'échec du très complexe et très coûteux Flat-16 FWMW fit jeter l'éponge à cette petite entreprise qui ne pouvait vivre de la compétition et développer en même temps son activité historique de motoriste industriel. En 1966, le motoriste ne put qu'extrapoler un moteur 2 000 cm3 du V8 FWMV car il était trop tard pour développer un moteur de course de 3 000 cm3. Cosworth, avec le célèbre DFV, prendra la relève dans les sports mécaniques anglais.
Climax fabriqua alors des moteurs diesel pour l'armée, utilisés entre autres dans les chars.
À l'heure actuelle, de nombreux moteurs Climax sont encore en circulation dans des voitures de courses historiques.

## Moteurs de course

### FPE V8 2.5
Ce moteur V8 a été conçu pour la Formule 1 dans les années 1950. Mais, la petite entreprise n'avait pas les moyens de le développer et, pensant qu'il n'était pas compétitif, elle abandonna ce projet. Il s'avère que les puissances revendiquées par les concurrents (Ferrari en tête) n'étaient pas aussi élevées et que le FPE aurait certainement trouvé le succès.

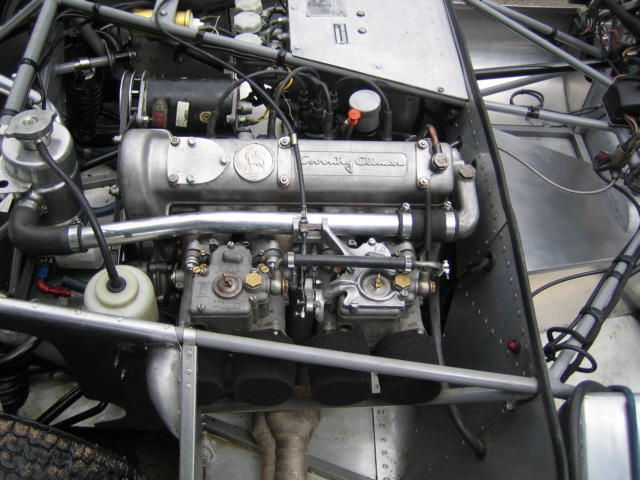
Climax FWA 1098 cm³ dans une Lotus 17 (Pau GP historique 2007)

### La famille des FWx
La famille des FWA est une gamme de moteurs dérivés de moto-pompes. Ce sont des blocs tout aluminium, 4 cylindres en ligne et à simple arbre à cames en tête.

#### FWA
Bloc dérivé des moto-pompes, 4 cylindres, un seul arbre à cames. 1 098 cm3, développant une puissance de l'ordre de 70 à 80 ch.

#### FWB
Bloc dérivé du FWA, cylindrée de 1 460 cm3 puissances de l'ordre de 100 ch.

#### FWC
Bloc dérivé du FWA, 750 cm3, utilisé pour l'endurance (type 24 Heures du Mans).

#### FWE
Bloc hybride du FWA et FWB de 1 216 cm3 conçu pour la voiture de série Lotus Elite 14.

### La famille des FPF

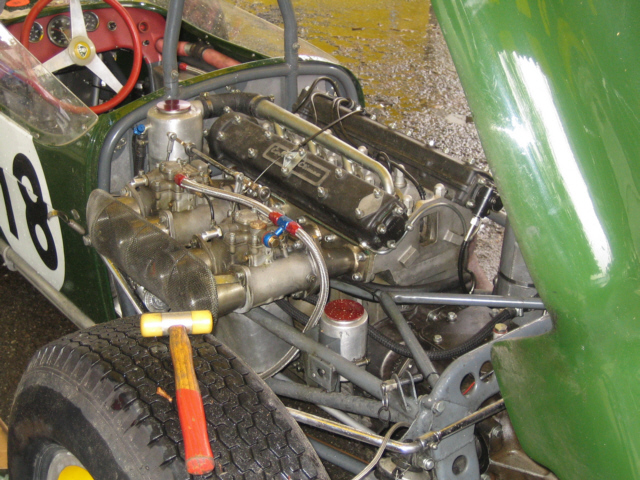
Climax FPF 2500 cm³ dans une Lotus 18 Formule 1 (GP historique 2007)

Malgré l'échec du V8 FPE, Climax décida de développer un moteur de course pour la Formule 2 de 1 500 cm3. En effet, le seul bloc « maison » dans cette catégorie était le FWA simple arbre, réalésé à 1 460 cm3, et connu sous le nom de FWB. Il fallait un moteur capable de délivrer des puissances supérieures. La configuration carter sec et double arbre à cames fut retenue. Climax utilisa également les acquis du FPE en transposant directement le design des cylindres-pistons-culasse.
Le bloc FPF était entièrement en aluminium, très bien refroidi et graissé par trois pompes. La fiabilité devait être de mise, le tout en délivrant des puissances de l'ordre de 100 ch par litre de cylindrée avec de l'essence du commerce.
Le FPF 1500 connut un grand succès en Formule 2 avant d'être utilisé en Formule 1 en 1961, Climax n'avait pas encore développé le V8 FWMV spécifiquement pour cette discipline. Mais, en 1957, pour s'attaquer à la formule reine, la F1, Climax à la demande des écuries Lotus et Cooper augmenta la cylindrée du FPF vers 1 960 cm3 puis 2 207 cm3, ce qui était un maximum structurel. Bien que peu puissants sur le papier face à la concurrence des « vrais » moteurs de F1 de 2 500 cm3, ces moteurs connurent le succès.
Dans cette lancée, Coventry Climax développa une nouvelle version de 2 500 cm3 du FPF. Ce moteur eut un brillant succès en F1 et en Formule Tasmane (courses australasiennes). Il fut même utilisé en IndyCar en 2 500 et 2 700 cm3.

#### FPF 2.0 (1957-1958)
- 4 cylindres en ligne bloc aluminium, double arbre à cames en tête.
- Cylindrée : 1 967 cm³
- Puissance : 176 ch
- Régime moteur : 6 000 tours par minute

#### FPF 1.5,Formule 2, (1957à1963)
- 4 cylindres en ligne bloc aluminium
- Cylindrée : 1 475 cm³
- Puissance : 142 ch puis 155 ch

#### FPF 1.9 (1958)
- 4 cylindres en ligne bloc aluminium
- Cylindrée : 1 900 cm³

#### FPF 2.2 (1958à1961)
- 4 cylindres en ligne bloc aluminium
- Cylindrée : 2 207 cm³
- Puissance : 220 ch
- Régime moteur : 6 750 tours par minute

#### FPF 2.5 (1958à1960)
- 4 cylindres en ligne bloc aluminium
- Cylindrée : 2 495 cm³
- Puissance : 240 ch
- Régime moteur : 6 750 tours par minute

#### FPF 2.7 (1966à1969)
- 4 cylindres en ligne
- Cylindrée : 2 751 cm³
- Puissance : 345 ch
- Moteur utilisé en courses de Formule Libre/Intercontinental, voitures de sport et l'Indy 500

### La famille des V8 FWMV (1961à1966)

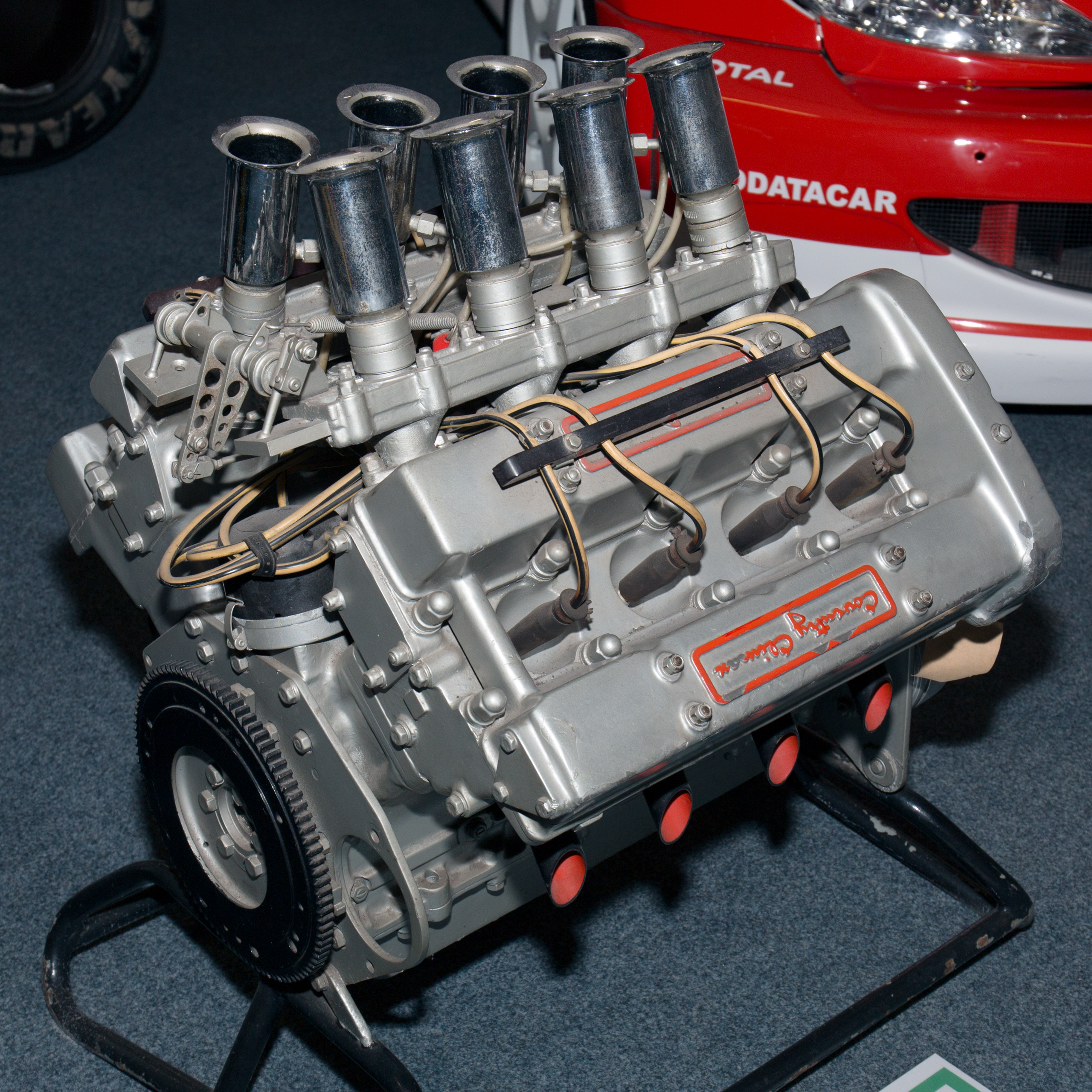
Climax FWMV 1500 cm³

Pour pouvoir lutter à armes égales avec les motoristes continentaux depuis le passage de la Formule 1 à 1 500 cm3 en 1961, Coventry Climax développa un nouveau moteur de course à la configuration V8. Cette architecture, très connue dans les gros moteurs américains, était originale pour un moteur de si faible déplacement. En effet, les moteurs de 2 500 cm3 sont généralement des 4 cylindres. Le rival anglais BRM tenta la même aventure avec un V8 « maison » comparable, mais avec moins de succès.
Pour la Formule 1, il fallait des puissances élevées et donc des moteurs tournant très vite. De petits pistons permettraient d'atteindre plus de 10 000 tours par minute, un exploit dans les années 1960. Le V8 de 1 495 cm3 fut développé à partir des équipages mobiles (pistons, bielles, soupapes, arbres à cames) du très réussi moteur de course double arbres FWMC de 742 cm3 qui développait environ 85 ch pour des épreuves d'endurance type 24 Heures du Mans. Deux moteurs FWMC faisaient mathématiquement 170 ch pour 1 500 cm3, une bonne base de travail.
Le FWMV débuta avec une alimentation par carburateurs et une puissance de l'ordre de 180 ch à 8 500 tr/min. Il fut progressivement développé pour atteindre 213 ch à un incroyable régime de 10 500 tr/min dans son ultime version MkVI de 1965. Depuis 1963, l'injection avait remplacé les carburateurs, puis les culasses avaient gagné 4 soupapes par cylindre en 1965.
En 1966, la réglementation autorisant 3 000 cm3, Climax ne put que proposer une version ré-alésée du FWMV qui donnait 240 ch là où les blocs concurrents pouvaient atteindre les 400 ch. Ce fut la fin de Coventry Climax en Formule 1, d'autant plus que l'incroyable 16 cylindres à plat FWMW de 1 500 cm3 n'atteint jamais le stade de la série en 1965.

#### FWMV V81 500cm3Formule 1
- 8 cylindres en V à 90° (16 soupapes puis 32)
- Cylindrée : 1 495 cm³
- Carburateurs Weber 38 mm DCNL-4, puis injection Lucas
- Poids : 115 kg
- Puissance : de 181 ch à 8 500 tr/min jusqu'à 213 ch à 10 500 tr/min

#### Coventry Climax 2.0 V8 (1966-1967)
- 8 cylindres en V, un V8 1,5 L, réalésé au maximum de ses possibilités structurelles
- Cylindrée : 1 970 cm³
- Puissance : 240 chevaux à 8 800 tr/min[1]

## Autres moteurs

### FWM
Bloc de 750 cm3 dérivé d'un moteur pour la Marine. Utilisé en course comme FWMA, et en version double arbre à cames FWMC. Il remporta sa catégorie aux 24 Heures du Mans.

### FWMW 1965
Projet extrêmement complexe de bloc de Formule 1 de 1 500 cm3 16 cylindres à plat, développant 220 ch et jamais produit en série.